# Cyclobacanius sellatus
Cyclobacanius sellatus är en skalbaggsart som först beskrevs av Louis Burgeon 1939.  Cyclobacanius sellatus ingår i släktet Cyclobacanius och familjen stumpbaggar. Inga underarter finns listade i Catalogue of Life.